# 穆罕默德·瓦希德·哈桑
穆罕默德·瓦希德·哈桑·马尼克，（羅馬化：Mohammed Waheed Hassan，1953年1月3日—），是马尔代夫政治人物，曾经是马尔代夫历史上首名电视新闻节目主持人，曾任教育部长，后在联合国儿童基金会担任高级职务。
2008年马尔代夫举行首任政党制下选举，他担任副总统。

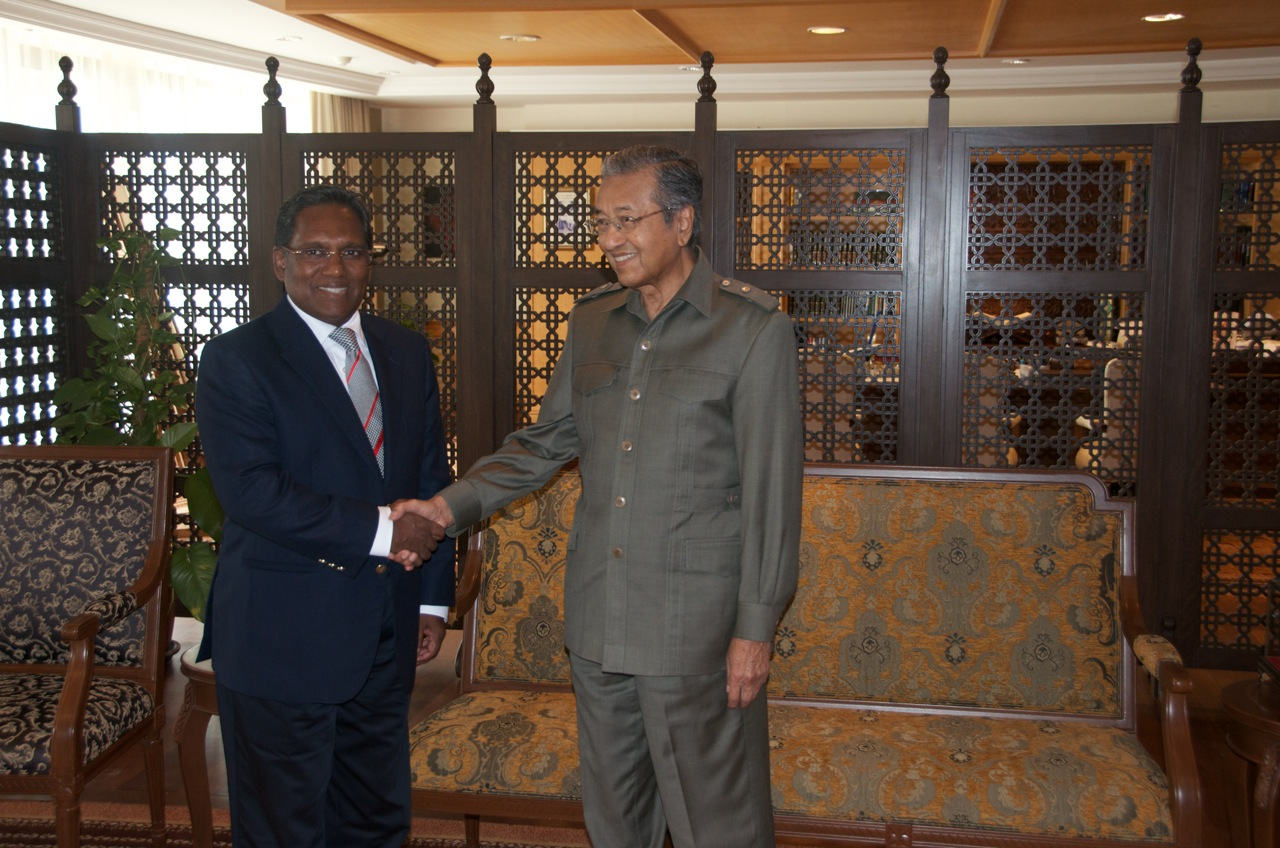
2013年1月1日，瓦希德在对马来西亚进行私人访问期间会见了该国前首相马哈迪·莫哈末

2012年2月7日，首都马累发生警察哗变，总统穆罕默德·纳希德宣布辞职，穆罕默德·瓦希德·哈桑宣誓接任总统职权。